# San Vicente y las Granadinas en los Juegos Olímpicos de Río de Janeiro 2016
San Vicente y las Granadinas participó en los Juegos Olímpicos de 2016 en Río de Janeiro, Brasil, del 5 al 21 de agosto de 2016.

## Participantes
Atletismo
- Brandon Valentine-Parris (400 m masculino)
- Kineke Alexander (400 m femenino)

Natación
- Nikolas Sylvester (estilo libre 50 m masculino)
- Izzy Joachim (estilo pecho 100 m femenino)